# William II de Soules
William II de Soules (décédé en 1320 ou 1321), seigneur de Liddesdale et bouteiller d'Écosse, est un noble écossais qui a fait carrière pendant les guerres d'indépendance de l'Écosse. William est le fils aîné de Nicolas de Soules et un cousin d'Alexander Comyn, comte de Buchan. Il est le neveu de John de Soules, gardien de l'Écosse entre 1301 et 1304.

## Biographie

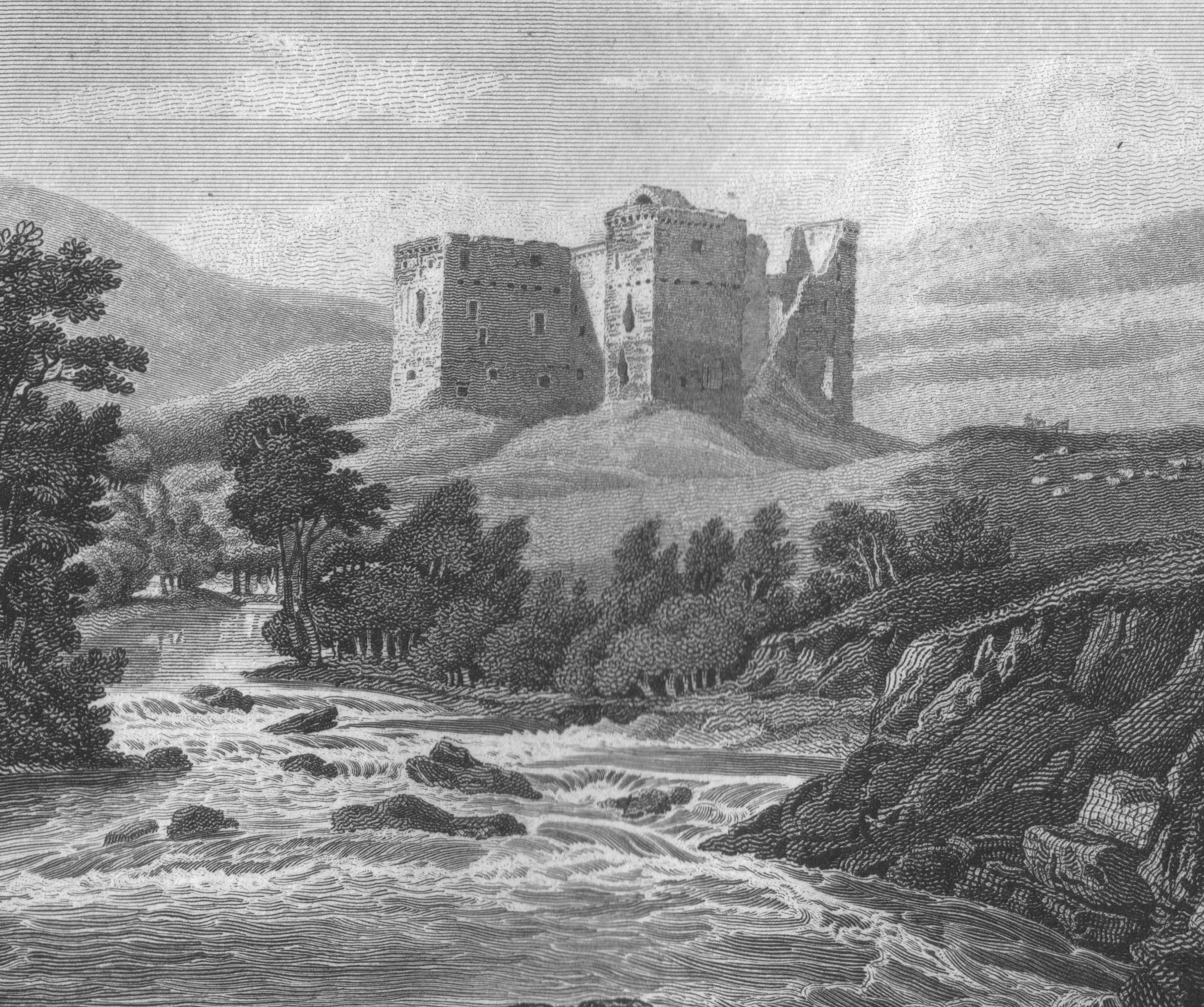
Le château de l'Hermitage, siège de la seigneurie de Liddesdale.

Alors qu'il est encore jeune, il se soumet à la suzeraineté du roi d'Angleterre Édouard Ier en 1304. Soules reste au service des Anglais pendant près d'une décennie : en récompense, il est adoubé et reçoit en 1312 les terres confisquées à Robert II Keith, bien qu'elles soient à ce moment-là aux mains des Écossais. À la suite de la victoire écossaise à la bataille de Bannockburn en 1314, Soules rallie le camp écossais. En 1318, il est nommé bouteiller d'Écosse et en 1320, il est l'un des signataires de la déclaration d'Arbroath. 
À la fin de l'année 1320, Soules est impliqué avec David de Brechin dans une conspiration contre le roi Robert Bruce. Plusieurs historiens tendent à croire qu'il revendiquait pour lui-même la couronne, tandis que d'autres pensent que le véritable bénéficiaire du complot serait Édouard Balliol, qui aurait dû être restauré sur le trône. Soules rassemble ses quelques partisans pour renverser Bruce lorsqu'il est arrêté à Berwick. Jugé par le Parlement, il confesse sa culpabilité et est condamné à l'emprisonnement au château de Dumbarton, où il meurt dans des circonstances obscures avant le 20 avril 1321.